# Man bliver træt i hovedet af at se verden i et bakspejl.
|  | Denne artikel er oprettet af botten Steenthbot ud fra en ekstern database. Den kan derfor have sproglige fejl eller mangler. Denne skabelon kan fjernes efter kontrol af indholdet. |

Man bliver træt i hovedet af at se verden i et bakspejl. er en dansk eksperimentalfilm fra 2000 instrueret af Michael Kirkegaard.

## Handling
Video baseret på oplæsning af rulletekst - en tekst der er opstået ved 5 dages ophold på Hotel i Hamborg med CNN på TV under krigen i Jugoslavien en kommentar til krig